# كاميرون همفريز
كاميرون همفريز (بالإنجليزية: Cameron Humphreys)‏ (22 أغسطس 1998 بإنجلترا في المملكة المتحدة - ) هو لاعب كرة قدم بريطاني في مركز الدفاع. لعب مع مانشستر سيتي.

## وصلات خارجية
- كاميرون همفريز على موقع قاعدة بيانات كرة القدم.إي يو (الإنجليزية)
- كاميرون همفريز على موقع Soccerway.com (الإنجليزية)
- كاميرون همفريز على موقع عالم كرة القدم.نت (الإنجليزية)
- كاميرون همفريز على موقع AS.com (الإسبانية)